# Vitam impendere amori
Vitam impendere amori (en latin : consacrer sa vie à l'amour) est un poème de Guillaume Apollinaire publié en novembre 1917 au Mercure de France avec huit dessins d'André Rouveyre.

## Publication
La plaquette publiée en novembre 1917 par Le Mercure de France, rassemble, sous un seul et unique titre, six poèmes écrits par Apollinaire pendant sa convalescence. Son ami André Rouveyre illustre le recueil — tiré à 215 exemplaires — de huit dessins au trait noir.
Le texte est composé de dix-sept quatrains au ton « mélancolique et attendri où le tragique semble toujours près d'affleurer sous la légèreté des images et du chant ».

## Extraits
« Dans le crépuscule fané
Où plusieurs amours se bousculent 
Ton souvenir gît enchaîné 
Loin de nos ombres qui reculent
[...]
Ô ma jeunesse abandonnée
Comme une guirlande fanée
Voici que s’en vient la saison
Des regrets et de la raison »

— Guillaume Apollinaire, Vitam impendere amori